# 村里集城址及墓群
村里集城址及墓群位于山东省烟台市蓬莱市村里集镇村里集村的西和南侧，城址南北长720米，东西宽500米，形状不规则，现存北城墙140米，年代不详。村里集墓群分为柳格庄墓区、辛旺集墓区、站马张家墓区，烟台文管会曾多次发掘，出土铜器、陶器等。
村里集墓群于1977年12月23日公布为山东省文物保护单位，村里集城址及墓群于2013年3月5日公布为第七批全国重点文物保护单位。